# Sisó ventrenegre
El sisó ventrenegre (Lissotis melanogaster) és una espècie de gran ocell de la família dels otídids (Otididae) que habita zones arbustives i sabanes de gran part de l'Àfrica Subsahariana, a excepció de les zones de selva humida i les excessivament àrides.